# リューベック
リューベック（Lübeck）は、ドイツ連邦共和国の都市。シュレースヴィヒ＝ホルシュタイン州に属する。トラーヴェ川沿岸、バルト海に面する北ドイツの代表都市。かつてはハンザ同盟の盟主として繁栄を誇り、「ハンザの女王」（Königin der Hanse）と称される。正式名称をハンザ都市リューベック（Die Hansestadt Lübeck）という。"Lübeck"の発音は、標準ドイツ語ではドイツ語発音: [ˈlyːbɛk] ( 音声ファイル)（リューベックに近い）であるのに対し、地元では[ˈlyːbɛːk]（リューベークに近い）となる傾向がある。人口は21万人。

## 地勢
バルト海南西部のリューベック湾に面する海港を有するトラーヴェ川沿岸の港湾都市である。面積214.14平方キロメートル、造船産業などでも繁栄した。ラウエンブルクまでエルベ・リューベック運河が通り、エルベ水系と広く結ばれている。約55キロ南西にハンブルク、60キロ北西にキール、55キロ南東にシュヴェリン、100キロ東にロストックが位置する。

## 歴史

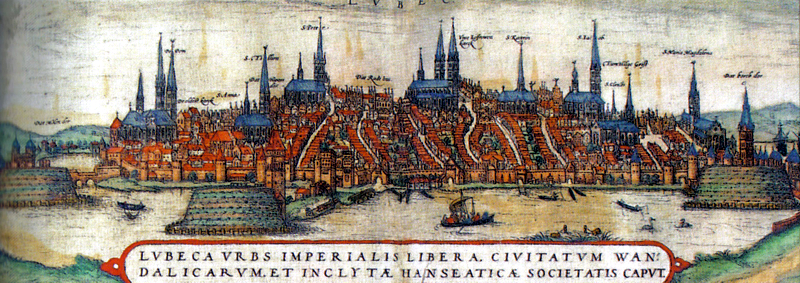
中世のリューベック

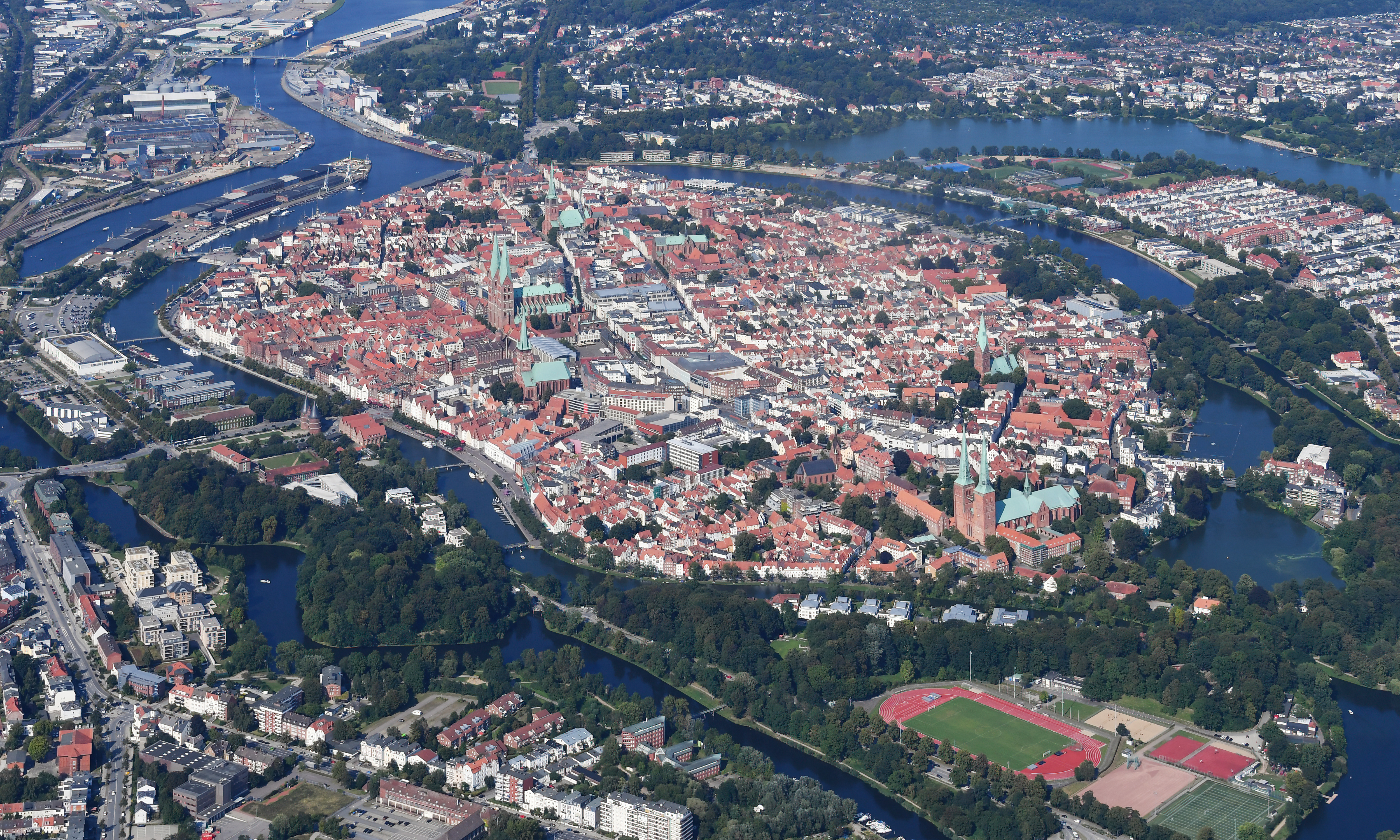
上空から見た旧市街

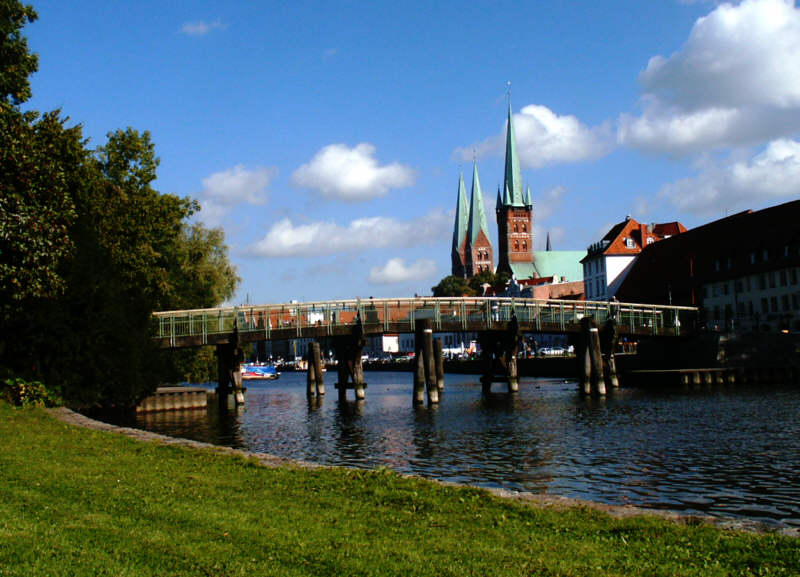
市内のトラヴェ川

地名リューベックは、この地の北約 6km にあったスラブ人の集落 Liubice に由来する。
1143年、ホルシュタイン伯アドルフ2世によって建設された。1157年の火災により荒廃したものの、1158/59年にザクセンのハインリヒ獅子公によって再建された。ハインリヒ獅子公は、「都市発展がもたらす所領内への経済効果を考えて、すすんで市民に特権を与えて、自治を推進し」、北方の諸都市・諸国に使者を派遣して通商協定を締結し、「計画的に遠隔地商業を振興した」。1226年に帝国都市となる。北海・バルト海交易で一時期独占的な地位を築いたハンザ同盟の盟主でもあった。1510年頃にはじめて出版されたドイツの民衆本『ティル・オイレンシュピーゲルの愉快ないたずら』、その第57話の冒頭で「大変厳しい法がしかれていた」と記されるリューベックは、裁判制度・司法の分野でも大きな役割をはたした。すなわち、「リューベック法はバルト海地域に広まり、約100都市がリューベック法を継受し、『リューベックの首位法廷へと出かけた』 gingen in Lübeck zu Haupte。リューベック参事会は、13世紀以降さらに『判決非難』Urteilsschelte の際の控訴審としても機能した」。商業の発展により人口が増加し、1350年の人口は18000人、 1400年は20000人、 1502年には25444人を数えた。市参事会は1262年に聖ヤーコプ聖堂のそばにラテン語学校を設けた。この学校の1370年頃の生徒の習字の跡をとどめる蝋板が残されているが、その多くには商業通信文の草案が書かれている。ベルギーのブリュージュ等に現存する旧居が世界遺産に登録されていることからも知られているベギン会は俗人と同じように生活し、戒律による共住生活を送ることのない、半聖半俗の修道士・修道女の集まりであったが、「リューベックではベギン派の宿舎は五つあるだけだが、それぞれが大きくてすくなくとも100人を収容したというから、全体の収容能力は500-600というところであろう」。
中世後期にリューベックで活躍した芸術家に、1460年頃にリューベックに移住し、1509年にリューベックで没した画家・彫刻家バーント・ノトケがいる。彼は大聖堂のために「勝利の十字架」（Triumphkreuz; 1477）を作成したが、マグダラのマリア像が殊に魅力的である。
リューベック商人は、ノルウェーのベルゲンに商館を築き、ノルウェーの鱈を南に売却して大きな利益をあげた。また、リューネブルクの岩塩をおさえたことで、塩漬け鰊（ニシン）でも独占的な地位を誇った。16世紀から 17世紀にかけて、ハンザ同盟の衰退とともに、リューベックも衰退していった。作曲者でオルガニストのディートリヒ・ブクステフーデは1668年から1707年（没年）までこの地の聖母マリア教会（St. Marien）のオルガニストとして活躍した。 1800年頃の人口は45000人であった。中世ヨーロッパの都市では、朝の鐘、夕の鐘、種々の召集等の鐘が鳴らされたが、リューベックでは、市門の閉門を告げる、夕の鐘の第2の鐘（第1の鐘は通常の仕事の終了を告げる）は、1864年まで鳴らされていた。
1806年の神聖ローマ帝国解体により主権国家となるが、ナポレオン戦争に巻き込まれ、1811年から1813年までフランス帝国に併合される。ナポレオンの没落にともない1813年に独立を回復し、1815年にドイツ連邦に参加し、「自由ハンザ都市」と認められた。1868年には北ドイツ連邦に参加し、1871年のドイツ帝国成立に伴い、同国の州となる。ヴァイマル共和国時代も州の地位を保ったが、ナチス政権下の1937年にプロイセン自由州に併合され、同州の属州であるシュレースヴィヒ＝ホルシュタイン州に編入される。
第二次世界大戦中は空襲を受け、戦後はイギリスの占領下におかれるが、ソ連占領地区（後の東ドイツ）に近接し、後背地とは鉄のカーテンに分断されることとなる。当時、東ドイツからの10万人の亡命者により人口が急増した。その後リューベックは州の地位を回復することなく、プロイセン州解体により西ドイツの連邦州に昇格したシュレースヴィヒ＝ホルシュタイン州の一部として現在に至る。

## 文化
トラベ川とトラベ運河に囲まれた島にある旧市街地は世界遺産に登録されている。
旧市街地の入り口のホルステン門（Holstentor）はユーロ導入以前の旧50ドイツマルク紙幣の図柄にも採用されている。
マルクト広場に面して黒レンガ造りの市庁舎（de:Lübecker Rathaus）がある。その隣にゴシック様式の聖マリア教会 (リューベック)がある。1251年から1350年にかけて建造されたレンガ造りの建物は、1942年3月28日～29日の爆撃によって炎上し、戦後再建された。
リューベックは小説家トーマス・マンの故郷で、『ブッデンブローク家の人々』はこの町に住んだ彼の一族をそのままモデルにしたもの。生家は以前は銀行の支店だったこともあるが、現在ではマンの記念館（de:Buddenbrookhaus）になっている。
旧市街地は、運河が周囲に掘り巡らされていて、船での周遊が観光の目玉となっている。1535年の船員組合がレストランになっており、大航海時代の巨大な帆船模型が天井から吊り下げられ、また壁面はさまざまな航海の様子を描いた油彩で飾られた中での魚料理はまた格別と評判。
1280年にリューベックの商人らが困窮者と病気の人のために設立した医療福祉施設、「聖霊病院」は、同種の施設としてドイツで最も保存状態の良い1260年建造の中世の建造物の一つとされている。
1504年設立の修道院を前身とする聖アンナ博物館（de:Museumsquartier St. Annen）は、数多くの彫刻祭壇（Schnitzaltar）を収蔵しているが、ハンス・メムリンクの祭壇画やベルント・ノートケの彫刻も展示している。
またリューベックの名物はマルツィパンである。リューベック市庁舎の近くにはニーダーエッガーというお店の本店があり、そこのカフェにはマルツィパンで出来た人物像やホルステン門など様々な展示があるマルツィパン博物館があり観光名所になっている。

## トラヴェミュンデ
町の中心部から20kmほど離れたところに、トラヴェミュンデ（Travemünde）というバルト海に面した海水浴場がある。ドイツ有数のリゾート地として有名で、夏場は多くの海水浴客で賑わう。

## リューベック出身の人物
- ヴィリー・ブラント：政治家（ノーベル平和賞）
- ハインリヒ・マン：作家
- トーマス・マン：作家（ノーベル文学賞）
- ハンス・ブルーメンベルク：哲学者
- ヨハン・フリードリヒ・オーファーベック：ナザレ派の画家
- マックス・リンデ（ドイツ語版）：眼科医で美術愛好家、エドヴァルド・ムンク（Edvard Munch）の支援者としても有名。

## スポーツ
- VfBリューベック（サッカークラブ）

## 姉妹都市・友好都市
| - 川崎、日本 - コトカ、フィンランド - ヴィスマール、ドイツ - ラ・ロシェル、フランス | - クライペダ、リトアニア - ヴィスビー、スウェーデン - ヴェネツィア、イタリア - ベルゲン、ノルウェー |